# هوخشتات ام مین
هوخشتات ام مین (به آلمانی: Hochstadt am Main) یک شهر در آلمان است که در بایرن واقع شده‌است.

## خصوصیات
هوخشتات ام مین ۱۳٫۷۹ کیلومترمربع مساحت دارد ۲۸۱ متر بالاتر از سطح دریا واقع شده‌است.